# Markenbinnen
Markenbinnen is een dorp in de gemeente Alkmaar, in de Nederlandse provincie Noord-Holland. Het dorp heeft 320 inwoners (2023).

## Geschiedenis
Ten noorden van Markenbinnen, aan de overkant van de Stierop, zijn vondsten gedaan uit de Romeinse tijd, die op grote ouderdom van deze stroom wijzen. De ontginning heeft in dit gebied waarschijnlijk in de 10e eeuw plaatsgevonden.
In Markenbinnen staat een hervormde kerk met toren en uurwerk. Voordat deze gesticht werd, in 1704, maakten de bewoners van Markenbinnen gebruik van een kapel die al in de middeleeuwen was opgericht. De katholieken richtten toen namelijk een gewoon woonhuis, met rieten dak, in als kapel. De kapel werd in 1820 afgebroken, omdat ze bouwvallig was en het aantal katholieken sterk was afgenomen.
Aan het begin van de 20e eeuw werd iets ten noorden van de woonkern Fort bij Marken-Binnen gebouwd. Dit fort maakt deel uit van de Stelling van Amsterdam. De verdediging van de stelling was een combinatie van inundatie en forten op de accessen. Het fort verdedigde de Markervaart en ligt hier direct ten oosten van.
Tot 31 december 1992 was Markenbinnen onderdeel van de gemeente Uitgeest, waarna het tot en met 31 december 2014 deel uitmaakte van de gemeente Graft-De Rijp, die op 1 januari 2015 is opgegaan in de gemeente Alkmaar.

## Hennepnijverheid
In Markenbinnen werd vroeger het beeld van de werkgelegenheid bepaald door veeteelt, visserij (Markenbinnen was gevestigd aan een meertje dat verbinding had met de grote meren als de Starnmeer, de Schermer en de Beemster), deelname aan de zeevaart en door de hennepverwerkende nijverheid. In Markenbinnen was, net als in Krommenie, Westzaan, Wormer, Jisp en Uitgeest de fabricage van zeildoek in de 17e en 18e eeuw een belangrijke bron van inkomsten (de rolrederij). In de buurtschappen van de Uitgeesterwoude ligt zelfs de oorsprong van de Uitgeester rolrederij, volgens een getuigenverklaring van Maerten Lourens en Symon Dircxs van 26 mei 1649. De rolreders kochten hun hennep op in het Oostzeegebied, of in de Lopikker-, Krimpener- en Alblasserwaard. De opgekochte hennepstengels werden per schuit in schoven naar de Zaanstreek of het Schermereiland gebracht om gebeukt (geplet) te worden in de hennepkloppermolen. Hierna werd het gehekeld, waardoor de vezelbundels zo fijn mogelijk verdeeld werden. De gehekelde hennep werd daarna in de centrale werkplaats van de rolreder, het zied- of spinhuis, tot garens gesponnen en op klossen gespoeld. Het spinwerk vond ook vaak plaats bij de arbeiders thuis. Na het spinnen werden de garens in het ziedhuis gekookt in een loogoplossing waardoor ontkleuring van de vezels plaatsvond. Vervolgens werden de bundels garen opgehangen aan garenstokken, in de buitenlucht gedroogd en daarna gebleekt. Het volgende stadium was het weven op een weefgetouw, dat plaatsvond in een achterhuis of een schuurtje. Dit was zware arbeid, door mannen gedaan. Het weefgetouw werd met handen en voeten tegelijk bediend. De pedalen zorgden voor het inschieten van de spoel, die met de linkerhand werd opgevangen. Met de vrije hand werd de lade aangetrokken waarmee de draad op zijn plaats werd geslagen. Uiteindelijk ontstond er dan een eindproduct van ongeveer 34 meter dat voor bijvoorbeeld de scheepvaart en visserij goed toepasbaar was. Aangezien hier in de regio van Markenbinnen veel aan werd gedaan, was het een lucratieve markt.

## Galerij

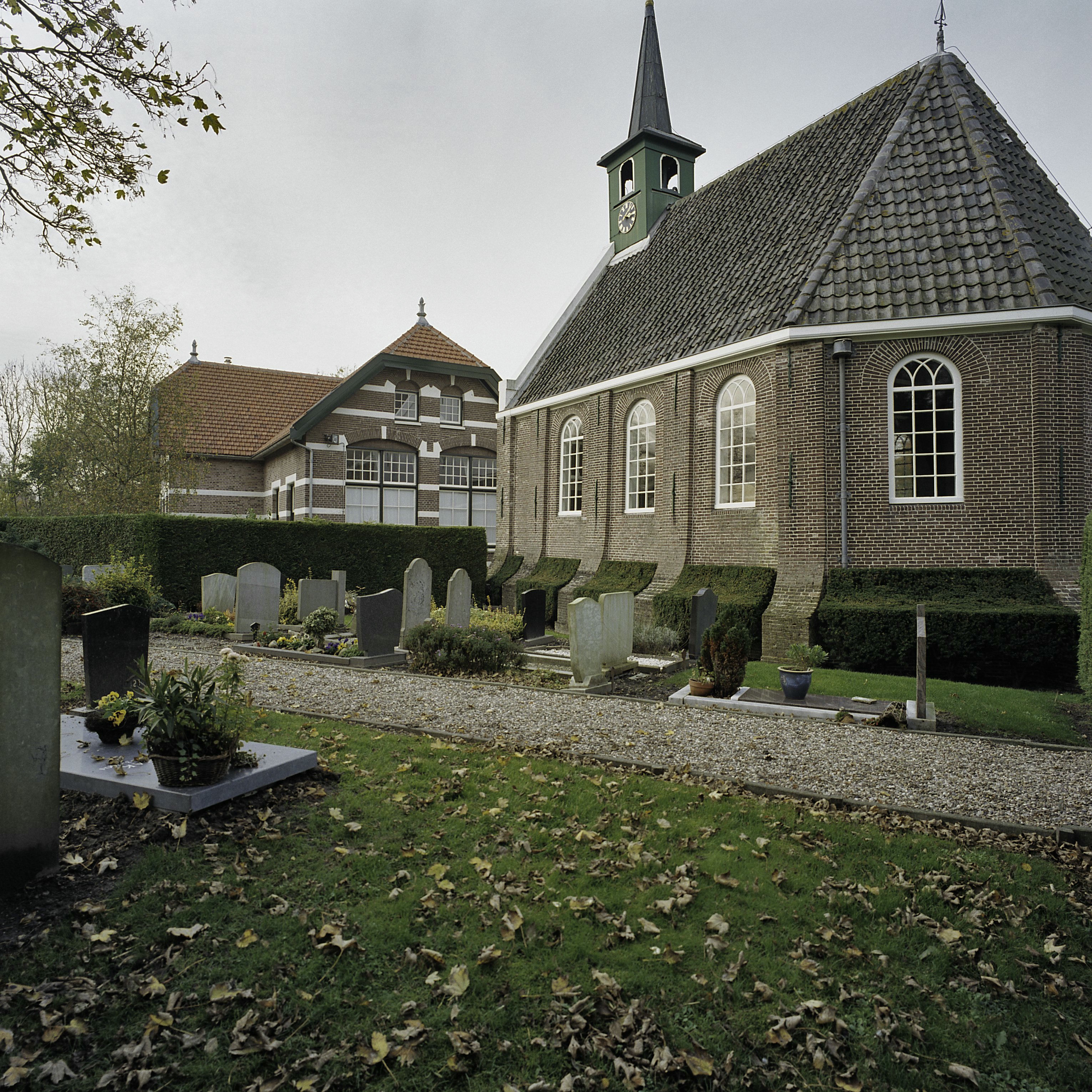
Hervormde Kerk
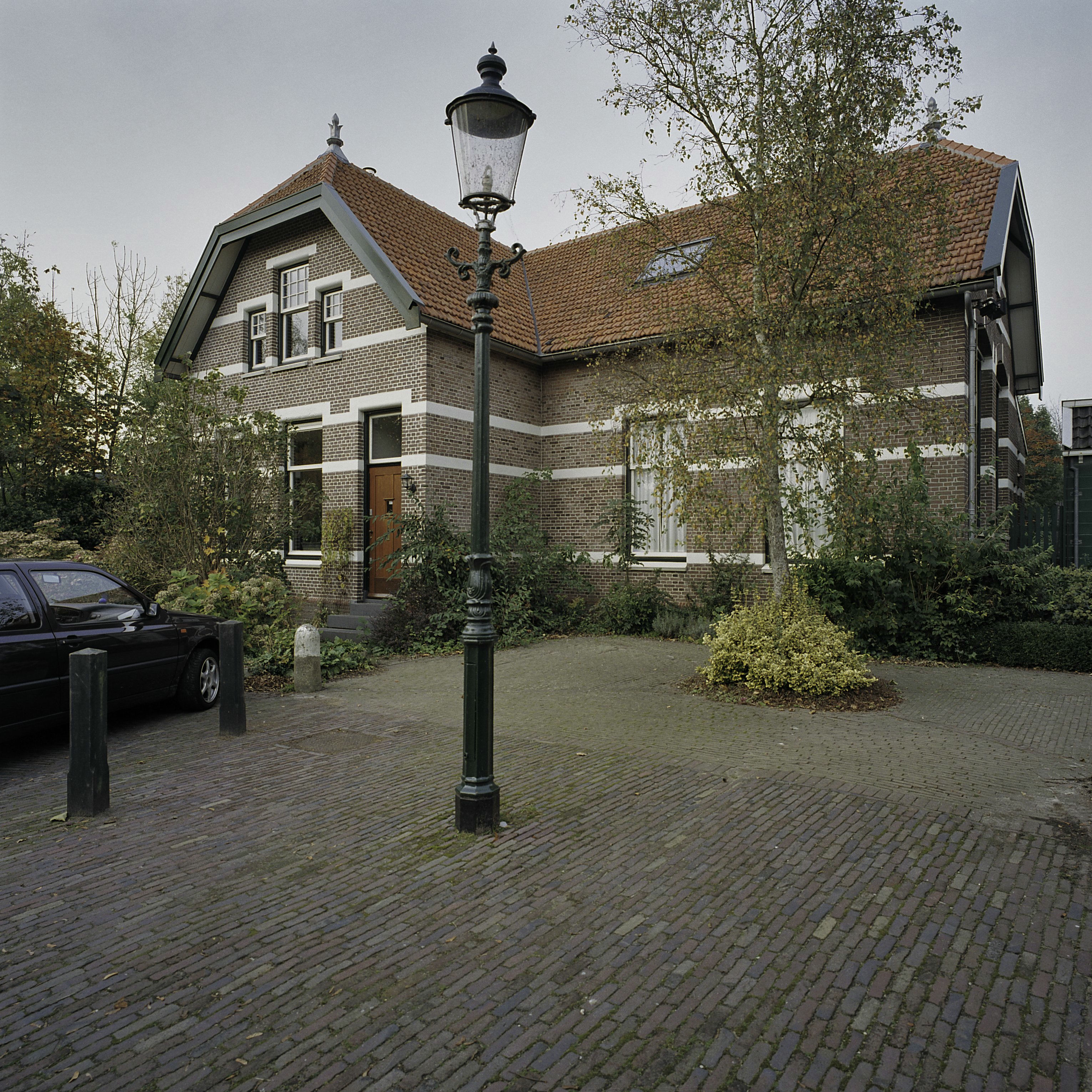
Openbare lagere school met onderwijzerswoning
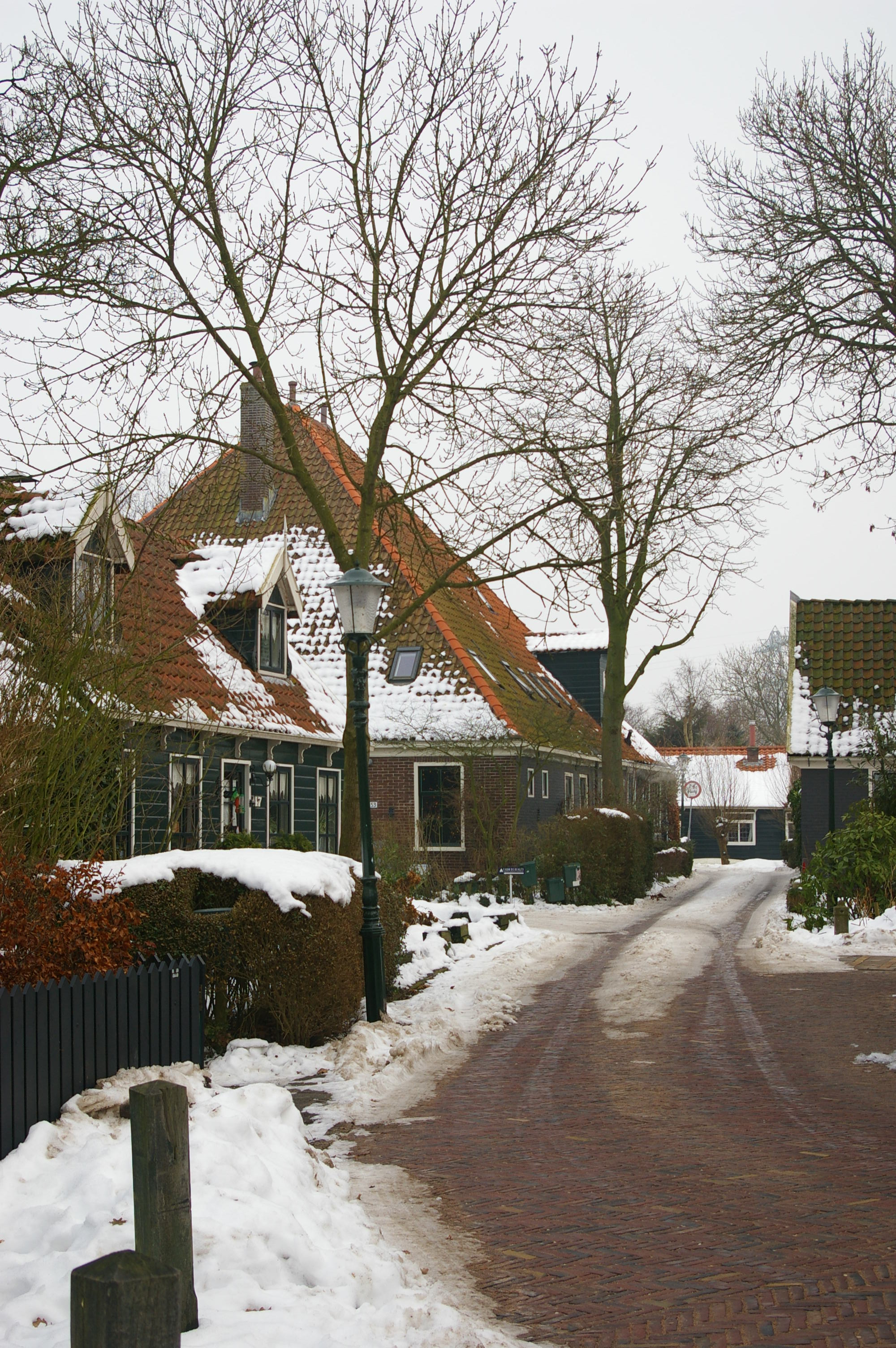
Dorpsstraat
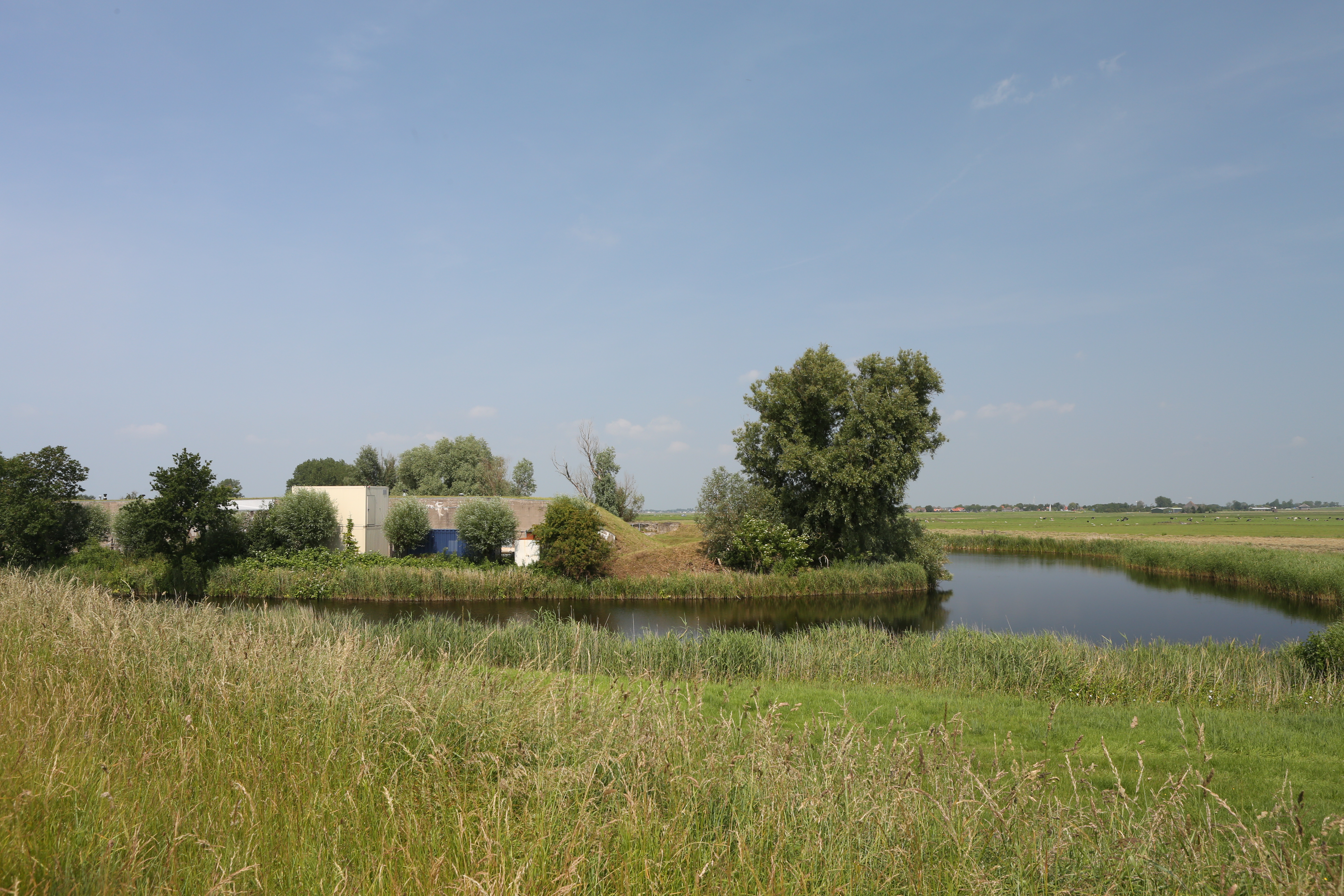
Fort bij Marken-Binnen